# Франке, Иоганн Валентин
Иоганн Валентин Франке (1792—1830) — немецкий филолог, ординарный профессор Императорского Дерптского университета.

## Биография
Франке родился 19 (31) марта 1792 года в Шлезвигском городе Хузуме, ; изучал филологию в Университете Киля и, по окончании курса, состоял там же с 1816 по 1818 год приват-доцентом; в 1819 году получил место субректора в Фленсбурге, а в 1820 году перешел в Императорский Дерптский университет ординарным профессором древнеклассической филологии, истории литературы и педагогики и занимал эту кафедру до конца жизни. 
Кроме того, Иоганн Валентин Франке с 1822 года состоял членом училищной комиссии. Обладая большим багажом знаний и неутомимым трудолюбием, учёный существенно содействовал развитию и процветанию филологических занятий в Дерптском университете. 
Кроме двух небольших сочинений, напечатанных еще до перехода в Дерпт, Франке издал: «Examen criticum D. Junii Juvenalis vitae», Altona und Leipzig, 1820; «Die Goldmünze des Basilius in St. Petersburg» (появилось в «Neues Museum der deutsch Provinzen Russlands», Heft I, Dorpat, 1824); «Quaestio altera de vita D. Junii Juvenalis», Dorp., 1827 и в 1830 году опубликовал в Берлине «Griechische und latein. Inschriften, gesammelt von Otto Fr. von Richter».
Иоганн Валентин Франке скончался 24 сентября (6 октября) 1830 года в городе Дерпте.